# Итальянский для начинающих
«Италья́нский для начина́ющих» (дат. Italiensk for begyndere) — художественный фильм, снятый в 2000 году датским режиссёром Лоне Шерфиг по собственному сценарию. Фильм является 12-й кинокартиной, снятой по принципам движения «Догма 95»: ручной камерой, в помещении с естественным светом, с «живым» звуком и музыкой, однако, в отличие от большинства фильмов Догмы, снимаемых в мрачной и суровой стилистике, «Итальянский для начинающих» — оптимистичная, светлая романтическая комедия.
Имея сравнительно небольшой бюджет (около $600 000), фильм считается одним из самых прибыльных в скандинавской истории кино: мировые сборы составили более $16 млн.

## Сюжет
Главные герои — обычные люди, живущие в маленьком провинциальном датском городке: трое мужчин и три женщины, каждый со своими проблемами. У девушки-парикмахера мать — алкоголичка, не дающая ей покоя; отец другой героини — неврастеничный тиран, не видящий ничего, кроме телевизора; третий персонаж — молодой пастор, недавно потерявший жену; четвёртый — мужчина средних лет, у которого проблемы с женщинами; пятый — бывший футболист, работающий в ресторане при стадионе, которого хотят уволить за вечную грубость по отношению к посетителям; ещё один персонаж — молодая итальянка, почти не говорящая по-датски.
Все они посещают курсы итальянского языка при местном муниципалитете — формально каждый по своей причине, фактически же эти курсы становится тем единственным, что даёт им возможность жить дальше. Преподаватель внезапно умирает, поэтому курсы хотят закрыть. Необходимо найти и преподавателя, и новых учеников… Но постепенно жизнь налаживается, в финале герои совершают путешествие в Венецию — и каждый из них оказывается способным обрести любовь и гармонию.

## В ролях
| Актёр                  | Роль             |
| ---------------------- | ---------------- |
| Андерс В. Бертельсен   | Андреас (пастор) |
| Анеттe Стёвельбек      | Олимпия          |
| Анн Элеонора Йёргенсен | Кармен           |
| Петер Ганцлер          | Ёрген Мортeнсeн  |
| Ларс Колунд            | Халфинн          |
| Сара Индрио Йенсен     | Юлия             |
| Лене Тимрот            | мать Кармен      |
| Йеспер Кристенсен      | отец Олимпии     |

## Награды
Фильм был выдвинут от Дании на премию «Оскар» за лучший фильм на иностранном языке, однако не попал в шорт-лист номинации. Помимо этого, картина была удостоена следующих номинаций и премий:
- Берлинский Международный Кинофестиваль 2001 год
  - Приз «Серебряный медведь»
  - Приз ФИПРЕССИ
- МКФ в Париже 2001 год
  - Приз зрителей
- МКФ в Трое 2001 год
  - Приз «Золотой Дельфин»
- Международный кинофестиваль в Вальядолиде 2001 год
  - Приз «Золотой колос» (лучший фильм)
- Варшавский кинофестиваль 2001 год
  - Приз зрительских симпатий[3]
- Бодиль — Приз кинокритиков Дании
  - Лене Тимрот (лучшая актриса второго плана)
- Приз «Роберт» за лучший сценарий
- Номинация на «Лучший фильм» Европейской кинонаграды 2001